# Фридрих II (Майсен)
Вижте пояснителната страница за други личности с името Фридрих II.
Фридрих II „Сериозния“ (на немски: Friedrich II, der Ernsthafte; der Magere, * 30 ноември 1310 в Гота, † 18 ноември 1349 в замък Вартбург), от род Ветини е от 1323 г. до 1349 г. ландграф на Тюрингия и маркграф на Майсен.

## Произход
Той е син на маркграф Фридрих I „Охапания“ († 16 ноември 1323) и на Елизабет фон Арнсхаугк. Баща му се нарича сам Фридрих III, крал на Йеросалим и Сицилия и е син на Маргарета фон Хоенщауфен (1237-1270), дъщерята на император Фридрих II.

## Управление
През 1323 г. той последва баща си като единствен наследник до 1329 г. под регентсвото на майка си и на граф Хайнрих XVI от Шварцбург, след неговата смърт и на граф Хайнрих XII Ройс от Плауен.
След като става пълнолетен през 1329 г. той има дългогодишни боеве с васалите и съседите си, графовете на Ваймар-Орламюнде и графовете на Шварцбург в Тюрингската графска война 1342–1345 г.
След смъртта на тъста му, император Лудвиг IV Баварски († 11 октомври 1347), баварската партия се опитва да го накара да вземе германската корона, но той се съмнява в тях и им отказва в полза на Карл IV от Люксембург, с когото сключва съюз през 1348 г. в Бауцен.
Фридрих въвежда грошовете през 1338/1339 г. в Маркграфство Майсен и в Ландграфство Тюрингия и сече сребърни Майнски грошове по пример на сечените Пражки грошове през 1300 г. в Бохемия.
Фридрих умира на 18 ноември 1349 г. в замък Вартбург.

## Семейство и деца
Фридрих II се жени през 1328 г. в Нюрнберг за Мехтхилд/Матилдa Баварска (* 1309/1313, † 2 юли 1346), дъщеря на император Лудвиг Баварски и Беартикс фон Швейдниц.
Двамата имат девет деца:
- Елизабет (* 22 ноември 1329, † 21 април 1375); омъжена за Фридрих V, бургграф на Нюрнберг (Хоенцолерни)
- Фридрих (* 1330, † 6 декември 1330)
- Фридрих III Строгия (* 14 декември 1332, † 21 май 1381), ландграф на Тюрингия и маркграф на Майсен
- Балтазар (* 21 декември 1336, † 18 май 1406), маркграф на Майсен и ландграф на Тюрингия
- Беатрикс (* 1 септември 1339, † 25 юли 1399), монахиня във Вайсенфелс
- Лудвиг (* 25 февруари 1341, † 17 февруари 1382), епископ на Халберщат, епископ на Бамберг, архиепископ на Майнц и архиепископ на Магдебург
- Вилхелм I Еднооки (* 19 декември 1343, † 9 февруари 1407), маркграф на Майсен
- Анне (* 7 август 1345 в Дрезден, † 22 март 1363), монахиня в Зойслиц
- Клара (* 7 август 1345 в Дрезден)